# Astraeus Airlines
Astraeus Airlines war eine britische Fluggesellschaft mit Sitz in Crawley und Basis auf dem Gatwick Airport.

## Geschichte
Astraeus Airlines wurde am 21. März 2002 gegründet, der Flugbetrieb wurde am 6. April 2002 aufgenommen. Gründer waren unter anderem ehemalige Arbeitnehmer der in Konkurs gegangenen British World Airlines. Im Dezember 2004 wurden mit den Boeing 737-700 erste transatlantische Flüge gestartet, die von London aus nach Neufundland führten. Am 30. Oktober 2006 wurde von der isländischen Investmentfirma Fons Eignarhaldsfelag ein Eigentumsanteil in Höhe von 51 % aufgekauft, der mittlerweile auf 100 % der Anteile aufgestockt worden war.
Im Jahr 2008 wurden die eigenen Linien- und Charterflüge zugunsten eines verstärkten Angebots von ACMI-Dienstleistungen und Leasingangeboten für andere Fluggesellschaften eingestellt.
Am 22. November 2011 wurde bekannt, dass Astraeus zahlungsunfähig ist und den Betrieb mit sofortiger Wirkung eingestellt hat.

## Ziele
Astraeus bot ihre Flugzeuge hauptsächlich im Rahmen von ACMI-Dienstleistungen und Leasing anderen Fluggesellschaften an. In diesem Zusammenhang führte sie weltweit Flüge durch.

## Flotte

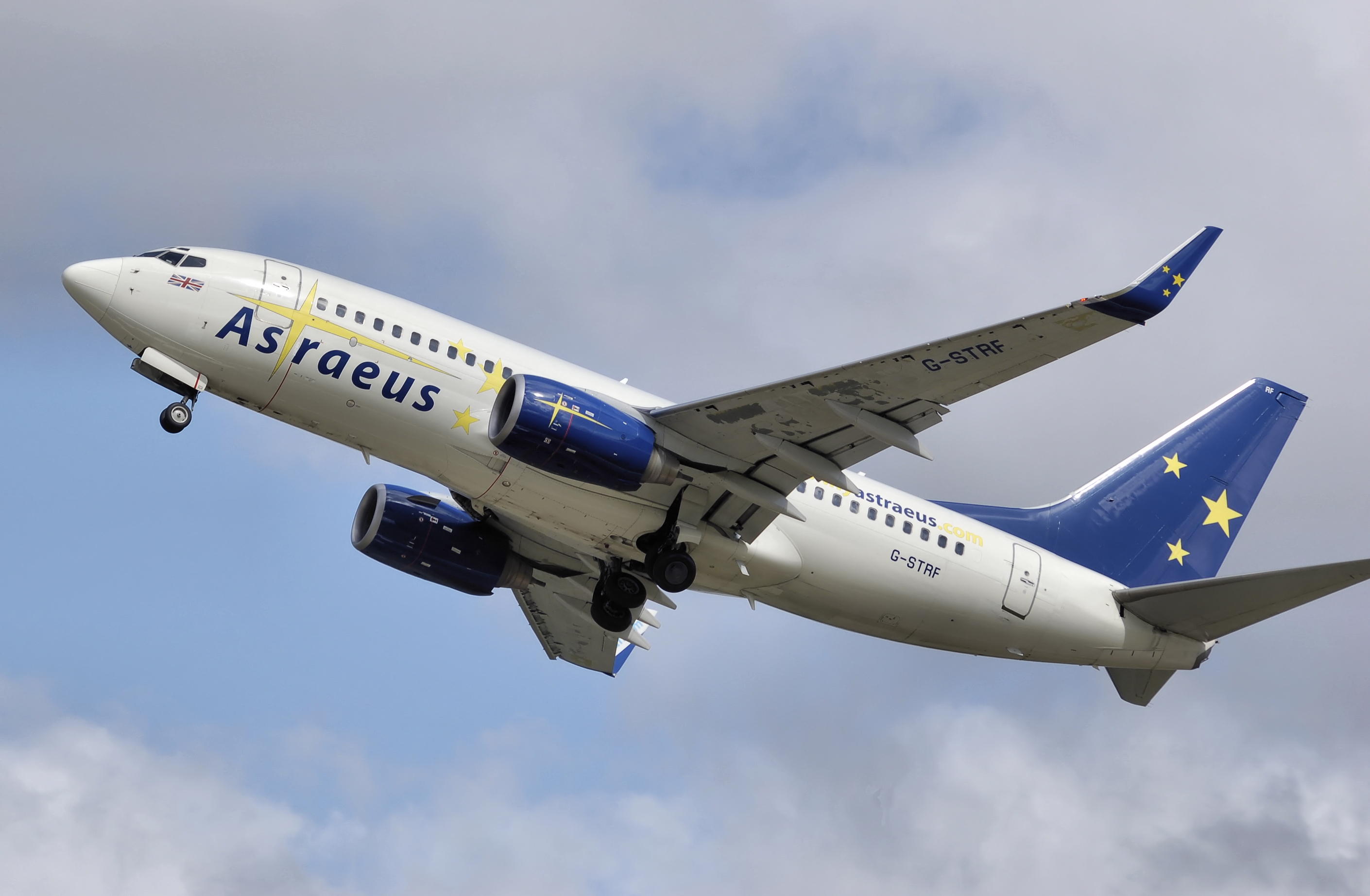
Eine Boeing 737-700 der Astraeus

Mit Stand November 2011, vor Einstellung des Flugbetriebs, bestand die Flotte der Astraeus aus neun Flugzeugen mit einem Durchschnittsalter von 19,1 Jahren:
- 2 Boeing 737-300 (1 betrieben für Iceland Express, 1 verleast an TonléSap Airlines)
- 1 Boeing 737-500
- 2 Boeing 737-700 (betrieben für Iceland Express)
- 4 Boeing 757-200 (2 betrieben für Saudi Arabian Airlines, je 1 für Thomson Airways und Thomas Cook)

## Trivia
- Bruce Dickinson, der Sänger der englischen Heavy-Metal-Band Iron Maiden, war neben seiner musikalischen Tätigkeit Pilot bei Astraeus.[5]